# Bezauer Wirtschaftsschulen
Die Bezauer Wirtschaftsschulen (Eigenschreibweise Bezauer WirtschaftsSchulen) vereinen die vier Schulformen Handelsakademie, Höhere Lehranstalt für Tourismus, Werkraumschule und die Gastgeberschule für Tourismusberufe (GASCHT) unter einem gemeinsamen „Dach“. Die Schule steht in der Marktgemeinde Bezau im Bregenzerwald in Vorarlberg. Im Schuljahr 2024/25 besuchten 376 Schüler die Schule.

## Geschichte
Die Gründung der Bezauer Wirtschaftsschulen begann 1972 mit der ersten Handelsschulklasse in Bezau. 1986 wurden die Bezauer Wirtschaftsschulen um die Schulformen Tourismusfachschule und Haushaltungsschule erweitert.
1996 wurde die Haushaltungsschule durch die Wirtschaftsfachschule ersetzt, die Tourismusfachschule wurde zur Hotelfachschule und der erste Jahrgang der Handelsakademie startete. Somit war es möglich im Bregenzerwald eine fünfjährige berufsbildende Ausbildung abzuschließen.
2005 begann der erste Jahrgang der Höheren Lehranstalt für Tourismus. 2015 wurde die Handelsschule zur Werkraumschule Bregenzerwald mit dem Hauptaugenmerk auf dem Handwerk. 2016 wurde die Hotelfachschule aufgelöst und die GASCHT (Gastgeberschule für Tourismus) mietete sich als eigenständige Privatschule in die Räumlichkeiten der Bezauer Wirtschaftsschulen ein.
Da der anfangs für Bezau geplante Polytechnische Lehrgang überraschend in Egg eingeführt wurde, waren in dem in Bezau 1970 fertiggestellten Hauptschulgebäude mehrere Klassen frei. Dadurch war Platz für die 1972 gegründete Handelsschule. Durch die steigenden Schülerzahlen und den erhöhten Platzbedarf ergab sich dann jedoch die Notwendigkeit ein eigenes Schulgebäude für die Bezauer Wirtschaftsschulen zu bauen. Nach längeren Planungs- und Bauarbeiten konnte dann am 22. April 2003 das neue Gebäude bezogen werden.

## Schulformen
Aktuell werden vier verschiedene Schultypen angeboten:

### Handelsakademie
Im Rahmen der Handelsakademie erhalten Schüler eine kaufmännische Ausbildung und bilden sich schwerpunktmäßig vertiefend im Bereich der neuen Technologien weiter. Nach fünf Jahren erfolgt der Abschluss mit der Reife- und Diplomprüfung. Die Matura ersetzt die Unternehmerprüfung und die kaufmännischen Lehrausbildungen im Bereich Büro, Groß- und Einzelhandel sowie Industrie. In vielen anderen Berufssparten werden mit der HAK-Matura Lehrjahre angerechnet. Durch die Matura ist zudem die Voraussetzung für ein Hochschulstudium erfüllt.

### Werkraumschule Bregenzerwald
Die Werkraumschule kombiniert Lehre und Fachschule in einer insgesamt fünfjährigen Ausbildung, wobei davon drei Jahre als Handelsschule an den Bezauer Wirtschaftsschulen absolviert werden und danach eine verkürzte zweijährige Lehre angeschlossen werden kann (bei einer regulär vierjährigen Lehrzeit verlängert sich die Gesamtausbildungsdauer um ein zusätzliches Jahr).

### Höhere Lehranstalt für Tourismus
Die Höhere Lehranstalt für Tourismus dauert fünf Jahre und schließt mit der Reife- und Diplomprüfung ab. Die Matura ersetzt die Unternehmer- und Konzessionsprüfung und berechtigt zum Studieren aller Studienrichtungen. Im II., III. und IV. Jahrgang nehmen die Schüler jeweils an einem mehrwöchigen Praktikum teil (insgesamt 32 Wochen). Während der Ausbildungszeit gibt es die Möglichkeit mehrere Zertifikate (etwa Jung- und Käsesommeliers) zu erhalten. Neben Englisch, Französisch und Italienisch gibt es zusätzlich das Angebot Spanisch und/oder Chinesisch als Freifach zu wählen.

### GASCHT – Gastgeberschule für Tourismusberufe
Die vierjährige GASCHT (Gastgeberschule für Tourismusberufe) wird als Privatschule geführt. Neben der schulischen Ausbildung können die Schüler in längeren Einheiten bei Ausbildungsbetrieben auch Praxis sammeln. Absolventen erhalten den Hotelfachschulabschluss sowie einen Lehrabschluss in einer individuell gewählten Berufsausrichtung. Nach erfolgreichem Abschluss ist auch die Weiterbildung hin zur Berufsreifeprüfung mit kurzem Aufbau möglich. Neben Bezau gibt es mit Bludenz und Hohenems noch zwei weitere GASCHT-Standorte.

## Leitung
- 1972–2005: Gebhard Hubalek
- 2005–2017: Andreas Kappaurer
- seit 2017: Mario Hammerer

## Bekannte Absolventen
- David Stadelmann, Universitätsprofessor in Bayreuth